# Vụ thảm sát sân bay Lod
Vụ thảm sát ở sân bay Lod là một vụ tấn công khủng bố xảy ra vào ngày 30 tháng 5 năm 1972, trong đó ba thành viên của Hồng quân Nhật Bản do Mặt trận nhân dân giải phóng Palestine (PFLP-EO) tuyển chọn, đã tấn công sân bay Lod (nay là sân bay quốc tế Ben Gurion) gần Tel Aviv, làm 26 người chết và 80 người khác bị thương. Hai trong số những kẻ tấn công đã bị giết, trong khi kẻ còn lại Kōzō Okamoto bị bắt sau khi bị thương.
Nạn nhân bao gồm 17 người hành hương Kitô giáo từ Puerto Rico, một công dân Canada và tám người Israel, bao gồm Giáo sư Aharon Katzir, một nhà sinh lý học protein nổi tiếng quốc tế. Katzir là người đứng đầu Viện hàn lâm Khoa học quốc gia Israel và là người dẫn chương trình phát thanh khoa học nổi tiếng; ông cũng là một ứng cử viên trong cuộc bầu cử tổng thống sắp tới của Israel. Anh trai của ông, Ephraim Katzir, được bầu làm Tổng thống Israel vào năm sau.
Vì an ninh sân bay tập trung vào khả năng tấn công của người Palestine, nên việc sử dụng những kẻ tấn công Nhật Bản đã khiến các nhân viên bất ngờ. Cuộc tấn công này thường được mô tả là một nhiệm vụ tự sát, nhưng cũng bị nghi là một phần của một âm mưu lớn hơn (các chi tiết vẫn chưa được công bố). Ba thủ phạm là Koshizou Okamoto, Tsuyoshi Okudaira và Yasuyuki Yasuda đều được đào tạo tại Baalbek, Libăng. Người đứng đầu PFLP tại nước ngoài, Wadie Haddad (hay còn được gọi là Abu Hani), trực tiếp lên kế hoạch tấn công, với sự hỗ trợ từ một số nguồn tin do Okamoto cung cấp. Ngay sau vụ tấn công, tạp chí Der Spiegel đã suy đoán rằng vụ việc được tài trợ một phần từ khoản tiền chuộc 5 triệu $ mà chính phủ Tây Đức trả để đổi lấy con tin trong Chuyến bay 649 của hãng Lufthansa bị cướp vào tháng 2 năm 1972.